# MM vol. 3
MM Vol.3 è il quarto mixtape del rapper italiano MadMan, pubblicato il 1º febbraio 2019 dalla Tanta Roba e dalla Universal Music Group.

## Tracce
1. R8 – 1:48
2. Ludovico – 2:15
3. Mignolo (feat. Mostro) – 2:15
4. Beatrix Kiddo (feat. Vale Lambo) – 2:26
5. A/R (feat. Priestess) – 2:36
6. Numeri – 2:13
7. Supernova (feat. Emis Killa) – 3:47
8. 24/7 – 2:48
9. Queen RMX (feat. Geolier) – 3:03
10. 7/8 Sour – 2:43
11. Uova d'oro (feat. Lil' Pin, Mattaman) – 3:33
12. Comodino (feat. Ill Nacho) – 2:08
13. Fuori piove – 3:06
14. Perry Mason – 2:14

## Formazione
Musicisti
- MadMan – voce
- Mostro – voce aggiuntiva (traccia 3)
- Vale Lambo – voce aggiuntiva (traccia 4)
- Priestess – voce aggiuntiva (traccia 5)
- Emis Killa – voce aggiuntiva (traccia 7)
- Geolier – voce aggiuntiva (traccia 9)
- Lil' Pin – voce aggiuntiva (traccia 11)
- Mattaman – voce aggiuntiva (traccia 11)
- Ill Nacho – voce aggiuntiva (traccia 12)

Produzione
- Kang Brulée – produzione (tracce 1 e 8)
- Rik Rox – produzione (tracce 2 e 11)
- DJ 2P – produzione (traccia 3)
- Yung Snapp – produzione (tracce 4, 9 e 10)
- Ombra – produzione (tracce 5 e 13)
- Bijan Amir – produzione (traccia 6)
- PK – produzione (traccia 7)
- 2nd Roof – produzione (traccia 12)
- Davide Ice – produzione (traccia 14)